# Alona costata
Alona costata är en kräftdjursart som beskrevs av Georg Ossian Sars 1862. Alona costata ingår i släktet Alona och familjen Chydoridae. Inga underarter finns listade i Catalogue of Life.